# Tuljapur
Tuljapur è una città dell'India di 31.714 abitanti, situata nel distretto di Osmanabad, nello stato federato del Maharashtra. In base al numero di abitanti la città rientra nella classe III (da 20.000 a 49.999 persone).

## Geografia fisica
La città è situata a 18° 01' 44 N e 76° 03' 49 E.

## Società

### Evoluzione demografica
Al censimento del 2001 la popolazione di Tuljapur assommava a 31.714 persone, delle quali 16.503 maschi e 15.211 femmine. I bambini di età inferiore o uguale ai sei anni assommavano a 4.453, dei quali 2.359 maschi e 2.094 femmine. Infine, coloro che erano in grado di saper almeno leggere e scrivere erano 21.762, dei quali 12.609 maschi e 9.153 femmine.